# Ruun
Ruun è il nono album in studio del gruppo musicale progressive black metal norvegese Enslaved, pubblicato nel 2006.

## Tracce
1. Entroper (Grutle, Peersen) – 6:21
2. Path to Vanir (Grutle, Peersen) – 4:25
3. Fusion of Sense and Earth (Grutle, Peersen) – 5:00
4. Ruun (Peersen) – 6:49
5. Tides of Chaos (Peersen) – 5:16
6. Essence (Peersen) – 6:18
7. Api-Vat (Peersen) – 6:57
8. Heir to the Cosmic Seed (Grutle, Peersen) – 4:55

## Formazione
- Grutle Kjellson - basso, voce
- Ivar Bjørnson - chitarra
- Arve Isdal - chitarra
- Herbrand Larsen - tastiera, voce
- Cato Bekkevold - batteria, percussioni